# Inspection générale de l'environnement et du développement durable
L'inspection générale de l'environnement et du développement durable (IGEDD) est un service d'inspection français placé sous l'autorité du ministre chargé de l'environnement qui intervient notamment dans les domaines de l'environnement, des risques, de l'énergie, de l'aménagement du territoire, du paysage, de la construction, des transports. Elle est créée par un décret du 20 août 2022.

## Historique
L'inspection générale de l'environnement et du développement durable (IGEDD) succède au Conseil général de l'environnement et du développement durable (CGEDD) créé par un décret du 9 juillet 2008. Ce dernier résultait lui-même de la fusion du Conseil général des ponts et chaussées (CGPC) et du service de l'Inspection générale de l'environnement (SIGE). Au-delà du changement de nom, les missions et l'organisation sont modifiées.

## Missions
L'inspection générale de l'environnement et du développement durable (IGEDD) exerce une mission permanente d'inspection générale, de contrôle et de conseil portant sur la régularité, l'efficacité et la performance des services centraux et déconcentrés de l’État ainsi qu'auprès des personnes morales de droit public placées sous la tutelle des ministres, des domaines de l'environnement, du climat, du développement durable, de la transition écologique, du logement, de l'urbanisme, de la politique de la ville, de l'aménagement du territoire, du paysage, de la construction, de l'énergie, des transports, des risques naturels et technologiques et de la mer.
L'inspection générale peut diligenter des enquêtes administratives demandées par les ministres.

## Organisation et fonctionnement
Cette inspection générale est dirigée par un chef de service assisté d'un secrétaire général. Elle est organisée en sections et missions d'inspection générale territoriales, au sein desquelles sont affectés les membres du service.